# 胡川楫
胡川楫（1505年—1557年），字巨卿，一字汝濟，直隸徽州府歙縣人，匠籍，明朝政治人物。

## 生平
戊子應天府鄉試第三十三名舉人。嘉靖十七年（1538年）中式戊戌科會試第二百九十三名，登第三甲第一百二十二名進士。明年己亥授江西新建县知县，便道歸省，會父殁丁憂。服阕補授四川内江县知县。升山东莒州知州，三十年辛亥（1551年）擢升南京户部雲南司员外郎，遷本部廣東司郎中，未幾，丁继母憂，三十五年服阕，仍補本部山西司郎中，以病乞休歸，旬餘日而卒，年五十三。

## 家族
曾祖胡宗應；祖父胡真賜；父胡儼，母程氏；繼母張氏。具庆下。兄元旉、載嘉、继明。弟乘雁、鹏、鹤、完、性。